# Приближение сильно связанных электронов
В приближении сильно связанных электронов предполагается, что полный гамильтониан {\displaystyle H} системы можно приблизить гамильтонианом изолированного атома, сосредоточенного на каждом узле кристаллической решётки. Атомные орбитали {\displaystyle \psi _{n}}, которые являются собственными функциями гамильтониана одного атома {\displaystyle H_{at}}, как предполагают, являются очень маленькими на расстояниях, превышающих постоянную решётки. Это — то, что подразумевается под сильной связью. Далее предполагается, что любые добавки к атомному потенциалу {\displaystyle \Delta U}, из которых нужно получить полный гамильтониан системы {\displaystyle H}, являются заметными только когда атомные орбитали являются маленькими. Решение стационарного уравнения Шрёдингера для единственного электрона {\displaystyle \phi }, как предполагают, является линейной комбинацией атомных орбиталей
{\displaystyle \phi ({\vec {r}})=\sum _{n}b_{n}\psi _{n}({\vec {r}})}.
Это приводит к матричному уравнению для коэффициентов {\displaystyle b_{n}} и блоховских энергий {\displaystyle \varepsilon } в форме
{\displaystyle \varepsilon ({\vec {k}})=E_{m}-{\beta _{m}+\sum _{{\vec {R}}\neq 0}\gamma _{m}({\vec {R}})e^{i{\vec {k}}\cdot {\vec {R}}} \over b_{m}+\sum _{{\vec {R}}\neq 0}\alpha _{m}({\vec {R}})e^{i{\vec {k}}\cdot {\vec {R}}}}},
где {\displaystyle E_{m}} — энергия {\displaystyle m}-го атомного уровня, 
{\displaystyle \beta _{m}=-\int \psi _{m}^{*}({\vec {r}})\Delta U({\vec {r}})\phi ({\vec {r}})d{\vec {r}}},
{\displaystyle \alpha _{m}({\vec {R}})=\int \psi _{m}^{*}({\vec {r}})\phi ({\vec {r}}-{\vec {R}})d{\vec {r}}},
и
{\displaystyle \gamma _{m}({\vec {R}})=-\int \psi _{m}^{*}({\vec {r}})\Delta U({\vec {r}})\phi ({\vec {r}}-{\vec {R}})d{\vec {r}}}
интегралы перекрывания.
Модель сильно связанных электронов обычно используется для вычислений электронной зонной структуры и энергетических зон в статическом режиме. Однако динамический отклик систем можно изучать в комбинации с другими методами, наподобие приближения случайных фаз (RPA).